# 梅田香子
梅田 香子（うめだ ようこ、1964年7月7日 - ）は、日本の小説家、スポーツライター。東京都国分寺市出身。

## 来歴
- 実践女子短期大学英文科卒業。もともと星野仙一の大ファンで、19歳から20歳にかけて自作のミニコミ紙「星野新聞」に小説を連載していた[1]。
- 1986年、女性プロ野球選手を描いた『勝利投手』で第23回文藝賞佳作。同作は12万部を超えるベストセラーとなり、東映が劇場アニメ映画を制作した（1987年10月24日公開）。
- 野球のみならずフィギュアスケートやバスケットボールなど、多くのスポーツを取材するスポーツライターに転じる。中日ドラゴンズとの関係が特に深く、現在は中日スポーツ及び東京中日スポーツに記事を寄稿している。野茂英雄をマイケル・ジョーダンと引き合わせるなど、アスリートたちと親交が深い。
- 1991年アメリカ・シカゴに生活の拠点を移す。
- 村上龍の『限りなく透明に近いブルー』を「サブカルチャー」と貶した江藤淳が、サブカルチャー的な『勝利投手』を推したという文脈でよく引き合いに出される。なおその背景には江藤が熱狂的な中日ファンであったことが関係している[1]。

## 著書
- 『勝利投手』（1986年、河出書房新社）のち文庫
- 『プロ野球愛情物語 花も嵐もふみ越えて』（1988年、主婦の友社）
- 『ダグアウト・ストーリー』（1988年、講談社）
- 『Nomoウォッチin U.S.A. 1995年、ドジャースが歴史をつくった』（1995年、ブルース・インターアクションズ）
- 『アメリカン☆ヒーロー』（1996年、新日本教育図書）
- 『マイケル・ジョーダン伝説』（1996年、ブルース・インターアクションズ）
- 『スポーツライターの24時間』（1997年、ダイヤモンド社）
- 『ロドマニア伝説 シカゴブルズたちの勝利への軌跡と証言』（1997年、ダイヤモンド社）
- 『NBA解体新書 NBAの表と裏がすべてわかる』（1997年、ダイヤモンド社）
- 『マイケル・ジョーダンラストダンス  最強ブルズ最後のシーズン』（1998年、TOKYO FM出版）
- 『グッバイ・ジョーダン』（1999年、経済界）
- 『スポーツ・エージェント アメリカの巨大産業を操る怪物たち』（2000年、文春新書）
- 『イチロー・ルール 「イチロー」が掟だ！』（2001年、扶桑社）
- 『梅田香子の知っ得!アメリカ暮らし情報』（2010年、亜紀書房）

### 共編著
- 『栄光のドラゴンズ元年 「星野新聞」優勝記念号』（編著）（1988年、河出映像センター）
- 『マイケル・ジョーダン真実の言葉』（編著）（1999年、講談社）
- 『マイケル・ジョーダンの真実』（2002年、講談社+α文庫）
- 『フィギュアスケートの魔力』今川知子共著（2004年、文春新書）

## X上での発言
2025年4月21日、氷河期世代の就職難についての発言を「就職が大変そうとわかっていたら、どうして大学生のうちに英検１級とか簿記とか、勉強して取っておかなかったのかしら？優秀な若い脳細胞なら、他の語学もいけたでしょうに。あるいは筋トレとか。建設業はいつも人手不足。まあ、そういう仕事は嫌なんでしょう。」という文面と共に引用リポストし、Xし、
現在は、それらの発言は削除されている。
「書き損じ以外は消していない」とのこと。「梅田香子」の名前で多数のホテルが予約され（ただし梅田香子という名前は日本の戸籍にはもはや存在していない）、youtubeには脅かしのコメントがいくつか書かれた。X上で同調するポストはすべて炎上し、「氷河期世代」の恐ろしさと無駄なエネルギーを世にしらしめた。